# Hydraena millerorum
Hydraena millerorum är en skalbaggsart som beskrevs av Perkins 2007. Hydraena millerorum ingår i släktet Hydraena och familjen vattenbrynsbaggar. Inga underarter finns listade i Catalogue of Life.